# Base navale de Coronado
Naval Base Coronado
La Base navale de Coronado (en anglais : Naval Base Coronado (NBC)) est une base militaire consolidée englobant huit installations militaires s'étendant de l'île San Clemente, située à soixante-dix milles à l'ouest de San Diego, en Californie, au Mountain Warfare Training Camp Michael Monsoor (en) et au Camp Morena (en) (Campo), situé à soixante milles à l'est de San Diego. 

## Organisation
En 1997, la base navale de Coronado a été créée, incorporant huit installations navales distinctes sous un seul commandant. Ces installations comprennent : 
- Naval Air Station North Island (NASNI) : Situé à l'extrémité nord de l'île Colonado, dans la baie de San Diego, c'est le port d'attache de plusieurs porte-avions de l'US Navy. L'installation accueille également presque tous les escadrons d'hélicoptères de l'United States Pacific Fleet, plusieurs autres escadrons d'aviation navale, plusieurs activités de la Réserve aéronavale et abrite à la fois le Fleet Readiness Center Southwest (en) (anciennement Naval Air Station North Island) et le siège du commandant de la Naval Air Forces.
- Naval Amphibious Base Coronado (NAB) : La base abrite plusieurs commandements d'unités de l'US Navy et notamment le Naval Special Warfare Command, regroupant plusieurs unités des forces spéciales SEAL ainsi que les Special warfare combatant-craft crewmen (en) (SWCC).
- Naval Outlying Landing Field Imperial Beach (en) (NOLFIB) : Anciennement connue sous le nom de Naval Air Station Imperial Beach, c'est une installation pour hélicoptères située à environ 23 km au sud de San Diego et dans les limites de la ville d'Imperial Beach. Il est appelé localement "Ream Field". Elle est connue comme "la capitale mondiale de l'hélicoptère".
- Naval Auxiliary Landing Field San Clemente Island (en) (NALFSCI);
- Silver Strand Training Complex (en) (SSTC), anciennement connu sous le nom de Naval Radio Receiving Facility;
- Mountain Warfare Training Camp Michael Monsoor (en) (MWTCMM);
- Camp Morena (en);
- SERE Training Facility Warner Springs (RTSWS).

Ces huit installations couvrent plus de 230 km2 et font de ce complexe militaire le plus grand commandement de la région Sud-Ouest des États-Unis. Employant plus de 36.000 militaires et civils, la base représente plus de 30 % de la main-d'œuvre totale de la région et possède la main-d'œuvre la plus importante du comté de San Diego.

## Galerie
|                             |
| Insigne Naval Base Coronado |

|                                |
| Naval Air Station North Island |

|             |
| Insigne NAB |

|                                  |
| Naval Air Station Imperial Beach |